# Sucha Góra (Karkonosze)
Sucha Góra (niem. Dürre Berg, Dürrerberg, 1101 m n.p.m.) – szczyt w Karkonoszach, w obrębie Śląskiego Grzbietu.

## Położenie i opis
Położony jest w środkowej części Śląskiego Grzbietu, w bocznym ramieniu odchodzącym ku północy od Małego Szyszaka i zakończonego Płonikiem nad Przesieką. Od wschodu ramię to ogranicza głęboko wcięta dolina Podgórnej, a od zachodu dolina jej dopływu Czerwienia.
Zbudowany jest z granitu karkonoskiego. Na szczycie i grzbiecie w kierunku północnym i południowym znajdują się liczne skałki, z których najokazalsza jest Wiaterna, leżąca na południe od szczytu. Pozostałe skałki nie posiadają własnych nazw.
Porośnięty górnoreglowymi lasami świerkowymi, przy czym okolice szczytu są wylesione.
Leży na północ od granicy Karkonoskiego Parku Narodowego.

## Szlaki turystyczne
Zachodnim zboczem biegnie szlak turystyczny:
- niebieski z Przesieki na Przełęcz Karkonoską.

## Galeria

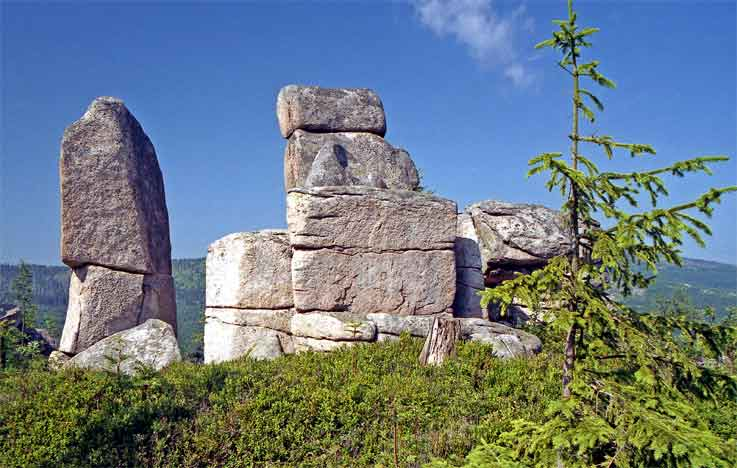
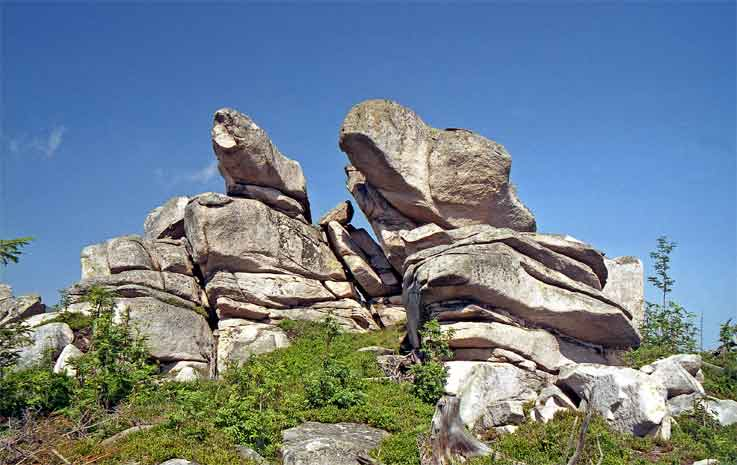
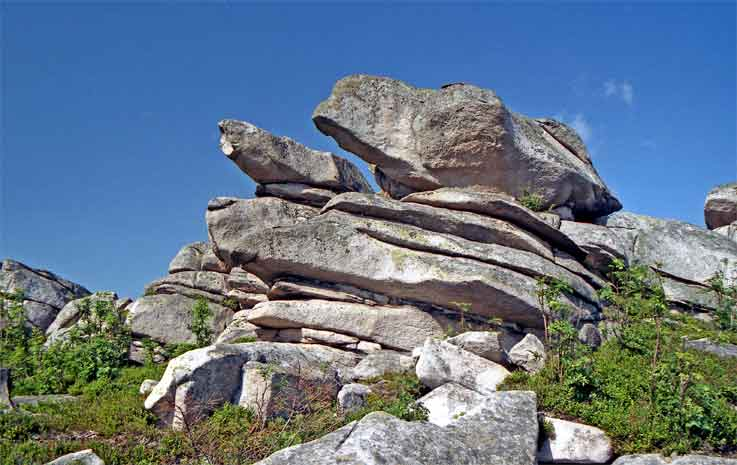